# Massacres des convois militaires dans l'est du Burkina Faso
Les massacres des convois militaires sont commis dans la région de l'Est du Burkina Faso par l'armée et des miliciens des VDP au début du mois de mai 2024. Ces miliciens sont recrutés et armés par le gouvernement du Burkina Faso pour appuyer l'armée dans la lutte contre l'insurrection djihadiste qui secoue le pays depuis 2018. 
Ces massacres font suite aux massacres de Komsilga, Nodin et Soroe, quelques mois plus tôt. Au total, près de 400 civils auraient été tués par deux colonnes militaires entre le 27 avril et le 10 mai 2024.

## Déroulement
L'armée a reçu pour mission d'escorter des convois de ravitaillement destinés aux villes assiégées par les djihadistes. Le premier groupe de militaires, composé des bataillons d'intervention rapide (BIR) 5 et 9, quitte la ville de Dori le 27 avril en direction de Mansila. Assiégé par le JNIM depuis 2020, la commune n'avait plus été ravitaillée par voie terrestre depuis mars 2022. Après son arrivée à destination le 4 mai, la colonne emprunte un trajet légèrement différent pour le retour, entre le 5 et 10 mai. Le deuxième groupe, composé des BIR 20, 12, 4 et 19, quitte Fada N'Gourma entre le 3 et le 5 mai en direction de Tankoualou puis Foutouri, avant de rentrer à Fada N'Gourma le 19 mai. 
Après avoir été touché par une mine, le premier convoi commet une première tuerie le 27 avril à Niagassi, faisant 30 morts (dont 15 femmes et 9 enfants). Des massacres sont ensuite commis dans les villages d'Ouro-Djiama, Téparé et Bognori, où « une centaine » de civils sont tués avant que le convoi atteigne Mansila.
Le deuxième convoi n'aurait pas subi d'attaques des djihadistes, ne découvrant qu'un seul engin explosif improvisé. Les militaires ont ouvert le feu dans plusieurs villages le long de l'itinéraire, parfois sans sommation, et sans distinction entre les hommes, les femmes, les enfants et les malades. Des témoignages indiquent qu'un village à dominante gourmantché a été épargné alors qu'un campement peul tout proche a été décimé. Les villageois pris pour cible avait accepté de payer un impôt exigé par le JNIM. Les militaires ont considéré que les villageois sont de connivence avec les terroristes. RFI rapporte que selon plusieurs témoins, une centaine de personnes sont massacrées sur la route de Fada N'Gourma à Tankoualou, entre le 3 et le 9 mai
Le premier convoi a subi au moins cinq explosions de mine, faisant « plusieurs victimes ». Le 8 mai, 84 habitants sont tués à Gatougou. Des photos supposément prises dans le village montrent 70 cadavres dans la localité, parmi lesquels des corps de femmes et de six nourrissons. Plus tard, 79 personnes sont tués à Kampalougou. Des vidéos — certaines prises par les soldats pendant les exactions, d'autres par les djihadistes, premiers arrivés sur les lieux après les massacres — montrent des cadavres d'hommes, de femmes et d'enfants en très bas âge, ainsi que certains cadavres brûlés.